# Peter Kanerva
Kaj Peter Oscar Kanerva, född 11 oktober 1978 i Kervo, är en finländsk skådespelare.

## Biografi
Han gick ut Konstuniversitetets Teaterhögskola våren 2005. Sedan dess har han arbetat för bland annat Åbo Svenska Teater och Teater Viirus.

## Filmografi
- 2004 – Framom främsta linjen
- 2007 – Colorado Avenue
- 2021 – Agatha Christies Hjerson
- 2024 – Aldrig ensam

## Teater

### Roller (ej komplett)
| År   | Roll                   | Produktion                               | Regi                       | Teater                              |
| ---- | ---------------------- | ---------------------------------------- | -------------------------- | ----------------------------------- |
| 2003 |                        | Fångarnas dilemma David Edgar            | Jasenko Selimović          | Göteborgs stadsteater               |
| 2006 | Tom                    | Electronic City Falk Richter             | Egill Heiðar Anton Pálsson | Teater Viirus                       |
| 2006 | Bobby                  | Urinetown Greg Kotis och Mark Hollman    | Markku Nenonen             | Åbo Svenska Teater                  |
| 2007 | Justitieministern      | FN-inspektören David Farr                | Thomas Oredsson            | Åbo Svenska Teater                  |
| 2007 | Bencku                 | Den amerikanska flickan Monika Fagerholm | Maiju Sallas               | Åbo Svenska Teater                  |
| 2008 | James                  | Product Mark Ravenhill                   | Dan Henriksson             | Åbo Svenska Teater Klockriketeatern |
| 2008 |                        | Janis! – Eräs rocklegenda                | Susanna Haavisto           | Eastway Oy                          |
| 2009 | Jasja                  | Körsbärsträdgården Anton Tjechov         | Erik Söderblom             | Svenska Teatern                     |
| 2010 | Den onde trollkarlen   | Aladdin ja taikalamppu                   | Timo Väntsi                | Turun Kesäteatteri                  |
| 2010 | Mimaroben Rymdmatrosen | Aniara Harry Martinson                   | Aleksis Meaney             | Teater 90°                          |
| 2011 | Stepan                 | De rättfärdiga Albert Camus              | Aleksis Meaney             | Lilla Teatern, Helsingfors          |
| 2011 | Speed                  | Omaka par Neil Simon                     | Pentti Kotkaniemi          | Lilla Teatern, Helsingfors          |
| 2013 |                        | Bara för dig Lucy Kirkwood               | Arn-Henrik Blomqvist       | Lilla Teatern, Helsingfors          |
| 2015 |                        | Rådgivaren Alec Aalto                    | Raila Leppäkoski           | Lilla Teatern, Helsingfors          |
| 2015 | Anders                 | Det du minns Tobias Zilliacus            | Aleksis Meaney             | Teater Viirus                       |